# Mario Silva
Mario Silva García (Ciudad Bolívar, 25 de noviembre de 1959) es un político y presentador de televisión venezolano, mayormente conocido por ser el conductor del programa de televisión venezolano La Hojilla, que se emite en el canal estatal Venezolana de Televisión, VTV, y del programa Sobre el nido del cuco transmitido por Makunaima Kariña Radio 104.9FM. Es miembro del Partido Socialista Unido de Venezuela, y diputado a la Asamblea Nacional de Venezuela. Además fue miembro de la Asamblea Nacional Constituyente de 2017. En la actualidad es el conductor y moderador del programa semanal, La hojilla.

## Biografía
Hijo de emigrantes españoles, su padre es gallego y su madre canaria. Estudió primaria en el Colegio San Francisco de Asís en Ciudad Bolívar, donde obtuvo el bachillerato graduado en el Ciclo Diversificado Antonio Díaz, antigua Escuela Técnica.  En su adolescencia fue simpatizante de organizaciones de izquierda, la Liga Socialista y los Comités de Luchas Populares —CLP— de Bandera Roja.[cita requerida]
Trabajó en el Bloque Dearmas durante 19 años,  hasta que fue despedido, en 1999.[cita requerida] Posteriormente participó en la página web Aporrea como caricaturista, articulista y cuentista. En 2004 creó «La Hojilla en Internet», que se escribía de lunes a viernes.

## Aparición pública y actividad en los medios de comunicación
Mario Silva hace aparición y se da a conocer en el año 2004 cuando se creó La Hojilla TV, un programa de televisión conducido por Néstor Francia, Eileen Padrón y Mario Silva, como parte de una estrategia política comunicacional diseñada por el difunto presidente Hugo Chávez en una época de tensión política elevada, con el fin de contra-informar las tendencias noticias opositoras de aquel momento. 
El programa finalizó emisiones en VTV el 2013 tras la victoria de Nicolás Maduro en las elecciones presidenciales del mismo año. El presidente Nicolás Maduro y el diputado Diosdado Cabello anunciaron el regreso de Mario Silva a la pantalla de Venezolana de Televisión con el programa La Hojilla el sábado 23 de febrero de 2015 y siendo transmitida todos los días sábados a las 7pm de la noche. 
En su primera faceta, el programa era presentado con mucho humor político, pero rápidamente con un cambio de horario, se volcó más al estilo “Periodismo de denuncia” conservando algo de humor irónico y chocante que se fue desvaneciendo con el paso del tiempo. Con el nuevo horario del programa de TV, Mario Silva queda solo encargado del mismo y aunque este no ha cursado estudios de periodismo o comunicación social, con su personalidad irreverente y el estilo intriga impregnado desde ese entonces, supo darle mucha polémica a cada noticia que daba, siendo evidentemente de tendencia política parcializada. 
Esto le hizo ganar popularidad inmediata tanto a favor como en contra, llegando a tener problemas en su vida diaria (cosa que el mismo ha denunciado a través de los años) tanto por el programa que dirige que como su progresiva y creciente actividad política. Mario desde hace años debió recurrir a guardaespaldas para resguardar su integridad ya que con su estilo periodístico ha hecho graves denuncias aunque parte de todo el rencor que guardan sus enemigos se debe a su arrogancia y lenguaje soez.
Su experiencia periodística creció rápidamente también, teniendo la oportunidad de hacer entrevistas a personalidades relevantes de la política latinoamericana como al propio expresidente de Venezuela Hugo Chávez, a Fidel Castro, a los políticos bolivianos Evo Morales, Álvaro García Linera y David Choquehuanca, a filósofos, escritores y cantautores, entre otros.

## Actividad política
En el proceso de fundación del Partido Socialista Unido de Venezuela (PSUV), se convocó a unas elecciones internas para elegir a las autoridades máximas del partido. Mario Silva sería el tercer más votado del PSUV, detrás de Adán Chávez y Aristóbulo Istúriz. En el 2008 anunció su intención de ser precandidato para la gobernación del estado Carabobo, estado ubicado en el centro norte de Venezuela, lo que lo llevó a participar e inscribirse en las elecciones primarias del Partido Socialista Unido de Venezuela (PSUV), siendo electo en el proceso de primarias del PSUV por la mayoría de las bases con el 61,25% de los votos, como el candidato oficial del gobierno para esa entidad federal.
Sin embargo, en las elecciones regionales fue vencido por el candidato opositor Henrique Salas Feo, resultando este vencedor.  El PSUV alcanzaría la victoria en 14 municipios del estado Carabobo, quedando como primera fuerza de esa región. La derrota de su candidatura en el estado Carabobo no fue obstáculo para regresar a la televisión como moderador de La Hojilla. Su tendencia al radicalismo de izquierda es criticado por opositores y por quienes mantienen una posición moderada dentro del gobierno de Hugo Chávez.
Participaría en las primarias del Partido Socialista Unido de Venezuela (PSUV) que designaría a los candidatos para las elecciones a diputados del 26 de septiembre de 2010 por la parroquia El Valle de Caracas, no resultando electo, sin dejar de seguir confrontando a los partidos de oposición venezolanos desde La Hojilla en TV.
En el 2013 la Mesa de la Unidad Democrática filtra un audio de Mario Silva hablando con un agente cubano sobre la situación del chavismo, en el que explica que hay una división entre una facción encabezada por Nicolás Maduro y otra por Diosdado Cabello, este mismo audio fue negado por el conductor de televisión ese mismo año. Entre otras cosas en la conversación la voz del que sería Silva acusa al diputado oficialista Diosdado Cabello de ser un corrupto. La fiscal general Luisa Ortega Díaz declaró el 23 de mayo de ese año que investigaría la veracidad de la grabación y su contenido. Tiempo después se supo de una traición del hacker Juan Almeida Morgado conocido bajo el seudónimo "N33" había filtrado la grabación.
El 20 de mayo de 2014, el diputado Ismael García dio una rueda de prensa donde declaró que al año de haberse anunciado la investigación, la fiscal general no había dicho nada. El 30 de julio de 2017 es electo constituyentista a la Asamblea Nacional Constituyente, proceso convocado por el presidente Nicolás Maduro. 

## Vida personal
Su tendencia política es de izquierda, marxista-leninista, socialista y comunista. Apoya firmemente el proceso político conocido como la Revolución bolivariana y al expresidente venezolano Hugo Chávez.